# Depilación con hilo

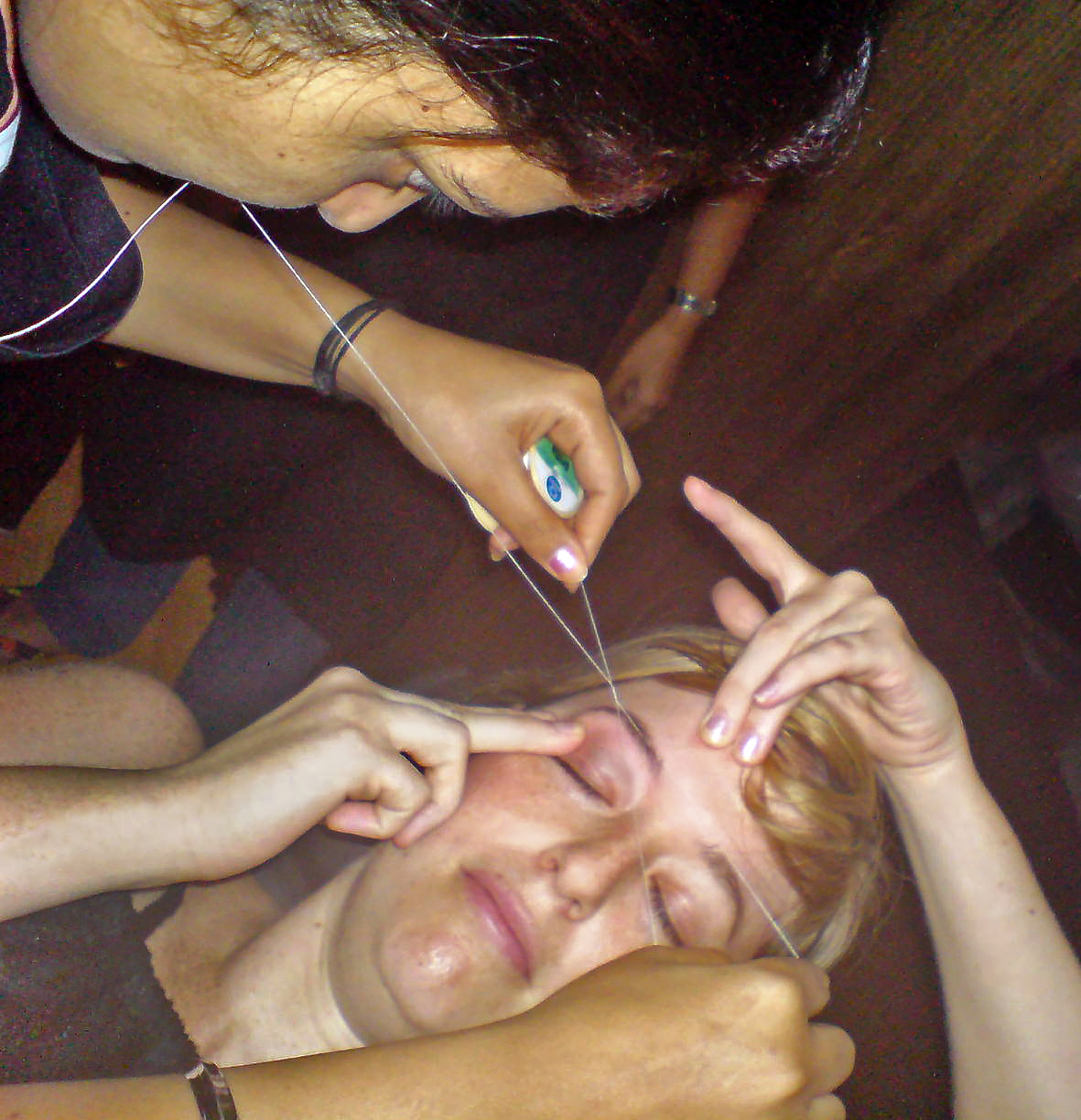
Depilación con hilo de cejas

La técnica de depilación con hilo es un procedimiento totalmente natural, en el que la esteticista usando un lazo de hilo que puede ser o bien 100% algodón o de seda, según los resultados que se quieran conseguir, se enrosca el hilo al hacerlo girar sobre la piel, que entonces es levantado de folículo, con lo que se logra extraer de raíz todo el cabello no deseado, hasta los más pequeños, por lo que constituye la limpieza y retiro de todo crecimiento no deseado.
La depilación con hilo es una técnica milenaria que tiene sus orígenes en la India y la antigua Persia. Actualmente es el método de depilación de cejas y rostro más popular en los países asiáticos y del Medio Oriente. En la última década, la depilación con hilo también se ha puesto de moda en Europa y Norteamérica, consolidándose como parte integral de la paleta de servicios de depilación en los mejores salones de Occidente. A diferencia del método tradicional de depilación con pinzas, el hilo es capaz de retirar una hilera completa de vello en una sola pasada, logrando así unas cejas más precisas y elegantes. Esta técnica es tan gentil sobre la piel como nuestras mejores ceras, con el beneficio añadido de ser un método más preciso. Para personas con pieles sensibles, es la técnica más recomendable en depilaciones faciales.
La sensación que produce es diferente al resto de las técnicas de depilación y por lo general toma una o tal vez dos veces para habituarse a ella y se suele valorar como menos doloroso llegando incluso a afirmarse que no produce dolor alguno.
En lo que a las cejas se refiere, se suele utilizar para eliminar la “ceja única”, para levantar el arco de la ceja, o en general añadir forma o definición al área de la frente, y en vista de que se retira el vello del folículo es razonablemente duradera.
La depilación con hilo ofrece resultados mucho más definidos que la cera debido a que permite eliminar los vellos uno a uno. Además, es posible depilarse incluso cuando éste está recién crecido.   Otra de las ventajas de este método es el de no ser agresivo para la piel, por lo que es muy recomendable para personas con alergias y pieles delicadas.
Sin embargo, cabe aclarar que esta técnica puede provocar irritación en ciertas zonas, por lo que de presentarse, es necesario comenzar con zonas menos sensibles o, en su defecto, suspender su uso.
En los casos que se tenga acné se debe tener especial cuidado con el personal que lleva a cabo la depilación puesto que si no tiene suficiente formación puede provocarnos heridas faciales. Si se está bajo tratamiento con accutane por ejemplo, este método es mejor que otros que emplean productos químicos o producen estirones